# Александра Ангелов
Александра Ангелов (Београд) српска је оперска певачица, мецоспоран, првакиња опере Народног позоришта у Београду.

## Живот и каријера
Рођена је у Београду у коме је провела детињство. Поред основног школовања прво је завршила нижу балетску школу „Лујо Давичо” у Београду, потом средњу Музичку школу „Др Војислав Вучковић”, а затим дипломирала и магистрирала на Факултету музичке уметности у Београду, на одсеку за соло-певање у класи професорке Радмиле Бакочевић.
Дебитовала је на сцени Опере Народног позоришта у Београду као студент, улогом Берте у опери „Севиљски берберин” Ђоакина Росинија, а од сезоне 1995. / 96. ангажована је као солиста.
Наступала је као вокални солиста са различитим оркестрима и хоровима у Србији (Симфонијски оркестар РТС-а, Оркестар Војске Југославије „Станислав Бинички”, Београдска Филхармонија...) и иностранству (Грчка, Италија, Македонија, Данска, Кореја), а приредила је и низ солистичких концерата.
Јула 2001. године дебитовала је у опери „Травијата” улогом Флоре Бервоа на сцени Il Teatro Comunale di Piacenza u Пјаћенци (Италија).
У периоду од 2000.  до 2002. године бавила се и педагошким радом, као професорка соло певања при Музичкој школи „Коста Манојловић” у Земуну.

## Улоге
Александра Ангелов је остварила следеће улоге средњег и велилог фаха:
- Фенена у „Набуку”
- Мерцедес у „Кармен”
- Орловски у „Слепом мишу”
- Керубино у „Фигаровој женидби”
- Принцеза Де Бујон у „Адријани Лекуврер”
- Џејн Сејмур у „Ани Болен”
- Анђелина у „Пепељуги”
- Розина у „Севиљском берберину”
- Кармен у “Кармен”[2]
- Изабелу у првом Росинијевом ремек-дело на пољу опере буфо, „Италијанка у Алжиру”[3]
- Орфеј у „Орфеј и Еуридика”

## Признања и награде
- Добитница је награде из Фонда „Бисерка Цвејић” за најперспективнијег младог оперског уметника.
- Била је полуфиналиста на Међународном конкурсу за певаче „Франко Корели” у Анкони (Италија), маја 1998 године.
- За Дан Народног позоришта у Београду, 22. новембра 2016. године, по одлуци Управног одбора, добила је Награду Народног позоришта за висок уметнички допринос у оперској представи „Италијанка у Алжиру“
- Јавна Похвала за резултате у раду од изузетног и посебног значаја  за успешну активност Народног позоришта у Београду, за сезону 2021/2022.
- Награда фондације Бреда Калеф за најбољу интерпретирану мецосопранску улогу  на сцени Народног позоришта за улогу Орфеја у опери „Орфеј и Еуридика” Кристофа Вилибалда Глука.[4]